# SATURDAY ON FLEEK
『SATURDAY ON FLEEK』（サタデー・オン・フリーク）は、ZIP-FMで2016年4月2日から放送されているラジオ番組。

## 放送時間
いずれもJST。
- 毎週土曜 10時 〜 13時（2018年4月7日 〜 現在）

過去の放送時間
- 毎週土曜 9時 〜 13時（2016年4月2日 〜 2018年3月31日）

## 出演者
ナビゲーター
- 中川大輔（2022年4月2日 〜 ）

過去のナビゲーター
- デイル（2016年4月2日 〜 2022年3月26日）

## 主なコーナー
サーフボードプログラム
- GH GROUP STORY OF MOBILITY

ショートプログラム
- 10:20 - Weekend Noise
- 10:35 - RADIO SHOPPING